# Vokány
Vokány (Duits: Wakan) is een plaats (község) en gemeente in het Hongaarse comitaat Baranya. Vokány telt 951 inwoners (2001).